# 安娜·莉莉·阿米普尔
安娜·莉莉·阿米普尔（英語：Ana Lily Amirpour，1980年—）是一名伊朗裔美国女导演、编剧、监制。生于英格兰，她因2014年的导演处女作《女孩半夜不回家》而闻名。
2016年以《劣質愛情》获得第73屆威尼斯影展评审团特别奖。

## 作品列表

### 長片
- 2012：《加洛克事件》（The Garlock Incident）-編劇、演員（Lily）
- 2014：《女孩半夜不回家（英语：A Girl Walks Home Alone at Night）》-導演、編劇、演員（骷髏派對女郎）
- 2016：《生存者》-導演、編劇
- 2021：《蒙娜麗莎與血月（英语：Mona Lisa and the Blood Moon）》-導演、編劇

### 電視
- 2017：《科技大突破（英语：Breakthrough (TV series)）》（單集：〈治癌〉）
- 2018：《變種軍團》（單集：〈第10章〉）
- 2018：《城堡岩》（單集：〈過去完成式〉）
- 2019–2020：《陰陽魔界》（2集）
- 2020：《荊棘之路（英语：Briarpatch (TV series)）》（單集：〈試播集〉）
- 2022：《吉勒摩·戴托羅之珍奇櫃》（單集：〈外在〉）[3]
- 2025：《暗夜情報員》（2集）